# Шиарнак (спътник)
Вижте пояснителната страница за други значения на Шиарнак.
Шиарнак, или Сатурн 29, е естествен спътник на Сатурн. Открит е от екип астрономи начело с Брет Гладман през 2000 година и му е дадено временното име S/2000 S 3. Шиарнак е с диаметър около 32 км и се намира на средно разстояние от 18 195 km спрямо Сатурн, извършва една обиколка за 895,55 дни под инклинация 45 градуса спрямо еклиптиката (60° от Сатурновия радиус), и с ексцентрицитет 0,2962. Носи името на герой от инуитската митология, известен още като Седна. Представител е на инуитската група спътници на Сатурн.